# Kopernik Observatory & Science Center

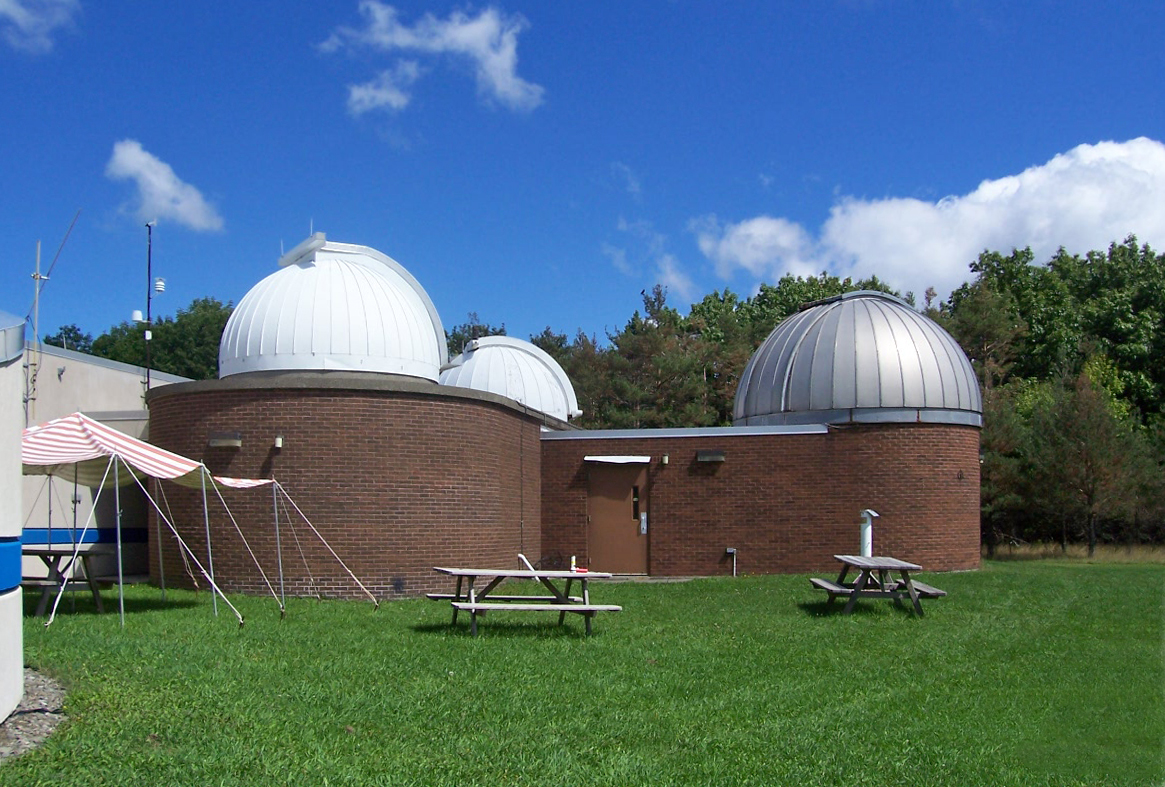
Kopuły kryjące teleskopy Kopernik Observatory

Kopernik Observatory & Science Center (KOSC) – publicznie udostępnione obserwatorium astronomiczne w Vestal w stanie Nowy Jork, otwarte 16 czerwca 1974 roku przez Kopernik Society of Broome County z okazji przypadającej w 1973 roku 500. rocznicy urodzin astronoma Mikołaja Kopernika. Celem działania obserwatorium jest prowadzenie pokazów obserwacji astronomicznych i innych badań naukowych w ramach programów edukacyjnych dla różnych grup wiekowych, z użyciem wysokiej klasy teleskopów optycznych, komputerów i innych narzędzi. Jest ono pierwszą placówką naukową w stanie Nowy Jork w całości przeznaczoną dla nauczycieli i uczniów ze szkół podstawowych i średnich, a jednocześnie jednym z najlepiej wyposażonych obserwatoriów publicznych w północno-wschodnich Stanach Zjednoczonych.

## Historia

### Pierwotna konstrukcja
W 1973 roku zorganizowano Kopernik Society of Broome County – w celu zbudowania publicznie udostępnianego obserwatorium z okazji 500. rocznicy urodzin astronoma Mikołaja Kopernika. Celem Kopernik Society było utworzenie placówki dostępnej dla wszystkich mieszkańców regionu, niezależnie od pochodzenia etnicznego, by mogli osobiście uczestniczyć w obserwacjach kosmosu. W Kopernik Society zgromadzono z darów potrzebne materiały, a także środki z dotacji od samorządu i zaplanowano budowę obserwatorium, która miała się rozpocząć pod koniec 1973 roku. Komitet budowy Kopernik Observatory, pod przewodnictwem Edwarda Nezeleka, ukończył budowę obserwatorium wiosną 1974. Obiekt, zaprojektowany przez Jamesa Kilcy, miał powierzchnię 230 m², a obserwatorium astronomiczne wyposażone zostało w dwie kopuły na teleskopy astronomiczne.
Obserwatorium zostało otwarte w dniu 16 czerwca 1974 roku. Kopernik Society przeznaczyło obiekt do użytku przez mieszkańców regionu Southern Tier, by jako Roberson-Kopernik Observatory pod nadzorem i w ramach działalności edukacyjnej Roberson Museum and Science Center, stanowiło uzupełnienie głównego planetarium już działającego w miejscowości Binghamton.

### Znaczna rozbudowa
Dzięki znacznemu wsparciu ze strony Kopernik Society, Decker Foundation i wielu innych organizacji społecznych, Roberson Museum podjęło się wartej 2 miliony dolarów rozbudowy i rozszerzenia działalności Obserwatorium, w celu utworzenia w 1992 roku Kopernik Space Education Center. Oznaczało to przekształcenie Roberson-Kopernik Observatory w pierwszą placówkę naukową z obserwatorium astronomicznym w stanie Nowy Jork, przeznaczoną dla nauczycieli i uczniów ze szkół podstawowych i średnich oraz ich rodzin. Rozbudowę zaplanowano tak, by obiekt powiększyć o trzeci pawilon dla dużych teleskopów, cztery sale edukacyjne, planetarium, pracownię fizyki laserowej i pracownię grafiki komputerowej. Rozbudowa centrum według projektu architekta Kennetha R. Gaya rozpoczęła się jesienią 1992 roku. Nowe zabudowania o powierzchni 740 m² otwarto w czerwcu 1993 roku.

### Problemy finansowe
Sytuacja placówki zmieniła się w 2005 roku, kiedy to Kopernik Space Education Center odnotowało stratę w wysokości 45 000 $. Pomiędzy Roberson Museum a Kopernik Space Education Center utrzymywały się napięte relacje w kwestii finansowania działalności, rozważano znaczne cięcia wydatków przez ograniczenie w 2006 roku programów realizowanych w obserwatorium do zajęć organizowanych w sezonie letnim oraz pokazów astronomicznych w piątkowe wieczory.
Kopernik Society przez kilka miesięcy prowadziło negocjacje, w wyniku których osiągnięto porozumienie, że prawa własności oraz nadzór nad funkcjonowaniem Kopernik Space Education Center zostaną w marcu 2007 roku z powrotem przeniesione z Roberson Museum do Kopernik Society.
Nazwa placówki została zmieniona na Kopernik Observatory and Science Education Center, a potrzebne placówce dodatkowe około 54 000 $ rocznie planowano uzyskać z dotacji federalnej, pozyskując na sponsorów przedsiębiorstwa i z indywidualnych datków od społeczeństwa. Na podstawie umowy przeniesienia praw placówka miała zrównoważyć swój budżet do 2011 roku, w przeciwnym wypadku kontrolę nad nią ponownie miało przejąć Roberson Museum.

### Samodzielna działalność
Po uzyskaniu możliwości dalszego funkcjonowania jako samodzielna placówka ponownie zmieniono nazwę, na Kopernik Observatory & Science Center.

### Dyrektorzy Obserwatorium
- Richard DeLuca (1973–1975)[9]
- Richard Aguglia (1975–1981)[10]
- wakat (1981)
- E. Jay Sarton (1982–1996)[11][12][13]
- Carol Stowell (1996–1999)[14]
- Kristen Gordon (2006–2011)
- Andrew „Drew” Deskur (2011 (tymczasowo), 2012–obecnie)[15]

## Przyrządy astronomiczne
Budynek obserwatorium posiada trzy kopuły, każda wyposażona w jeden z trzech głównych teleskopów:
- 6-calowy (15 cm) refraktor do badań astrofizycznych,
- 14-calowy (36 cm) Celestron w układzie Schmidta–Cassegraina,
- 20-calowy (51 cm) teleskop w układzie Ritcheya–Chrétiena.

Ponadto pracownia fizyki wyposażona jest w heliostat o średnicy 4 cali (10 cm).

## Położenie i klimat
Obiekt położony jest na szczycie wzniesienia o wysokości 524 m n.p.m. niedaleko od miejscowości Vestal, w stanie Nowy Jork, około 21 km na południowy zachód od Binghamton, w Allegheny Plateau, w zachodniej części linii grzbietu Choconut Creek, niedaleko granicy między stanami Nowy Jork i Pensylwania.
Obserwatorium znajduje się w kontynentalnej wilgotnej strefie klimatu umiarkowanego, charakteryzującej się zimnymi, śnieżnymi zimami i ciepłymi, wilgotnymi latami Okolica należy do obszarów z wyjątkowo wysoką liczbą dni deszczowych w Stanach Zjednoczonych, których jest w roku 162, z bardzo dużym zachmurzeniem.